# Håkan Boström (ledarskribent)
Håkan Boström, född 1977, är en svensk ledarskribent.

## Biografi
Boström är uppvuxen i Borlänge. Han har examina i statsvetenskap och idéhistoria samt påbörjade doktorandstudier i ekonomisk historia vid Uppsala universitet, och har tillbringat en stor del av sitt liv vid universitetet.
Han har varit engagerad i den liberala studentrörelsen och började redan i början av 00-talet att hoppa in som ledarskribent för liberala Upsala Nya Tidning. Han har därefter skrivit opinionsjournalistik för Sydsvenskan, Göteborgs-Posten, Corren och särskilt Dagens Nyheter, där han hade återkommande uppdrag 2008–2014. År 2017 tillträdde han som ny krönikör för Dalarnas Tidningar, där han då angav att han efter valet 2014 "landat på den högra sidan" och betecknade sig som liberalkonservativ.
Han är sedan 2018 fast skribent vid Göteborgs-Posten.